# 2015年拉法葉市槍擊案
2015年拉法葉市槍擊案，是指發生於2015年7月23日，在美國路易斯安那州拉法葉市的一起槍擊案。當地的「大16劇院」（Grand 16 Theatre）電影院在播放電影時遭到槍手開槍射擊，導致2人死亡9人受傷，槍手最後也自殺身亡。

## 槍擊
當地時間晚上7時30分左右，戲院正在播放電影《生活残骸》（Trainwreck），案發時戲院建築內大約有100人，電影播映30分後即發生了槍擊案。
目擊者凱蒂·多明格（Katie Domingue）稱，當時只聽到一聲巨響，接著看到一名白人男子站起身來開槍，期間並沒有人喊叫。嫌犯一共開了13槍，最終有9人遭到槍擊，而嫌犯在犯案之後也隨即自殺，與另一名傷者在送到醫院後均不治死亡。

## 調查
州長鮑比·金達爾稱，嫌犯是59歲的约翰•拉塞尔•豪泽（John Russell Houser），案發前是一名流浪漢；警方認為嫌犯是獨自犯案，沒有其他共犯，他原本計畫殺人後逃逸，但由於警方圍捕，他最終選擇自殺。
本案並非美國首宗戲院內槍擊案，2012年時，科羅拉多州奧羅拉市的戲院在播映電影時也曾發生過槍擊案。